# Hilda Clayton
Pour les articles homonymes, voir Clayton.
Hilda I. Ortiz Clayton (21 mai 1991 - 2 juillet 2013) est une photographe de l'armée américaine tuée lors d'une explosion de mortier pendant un entrainement en Afghanistan. Elle a photographié l'explosion qui l'a tuée. 

## Biographie

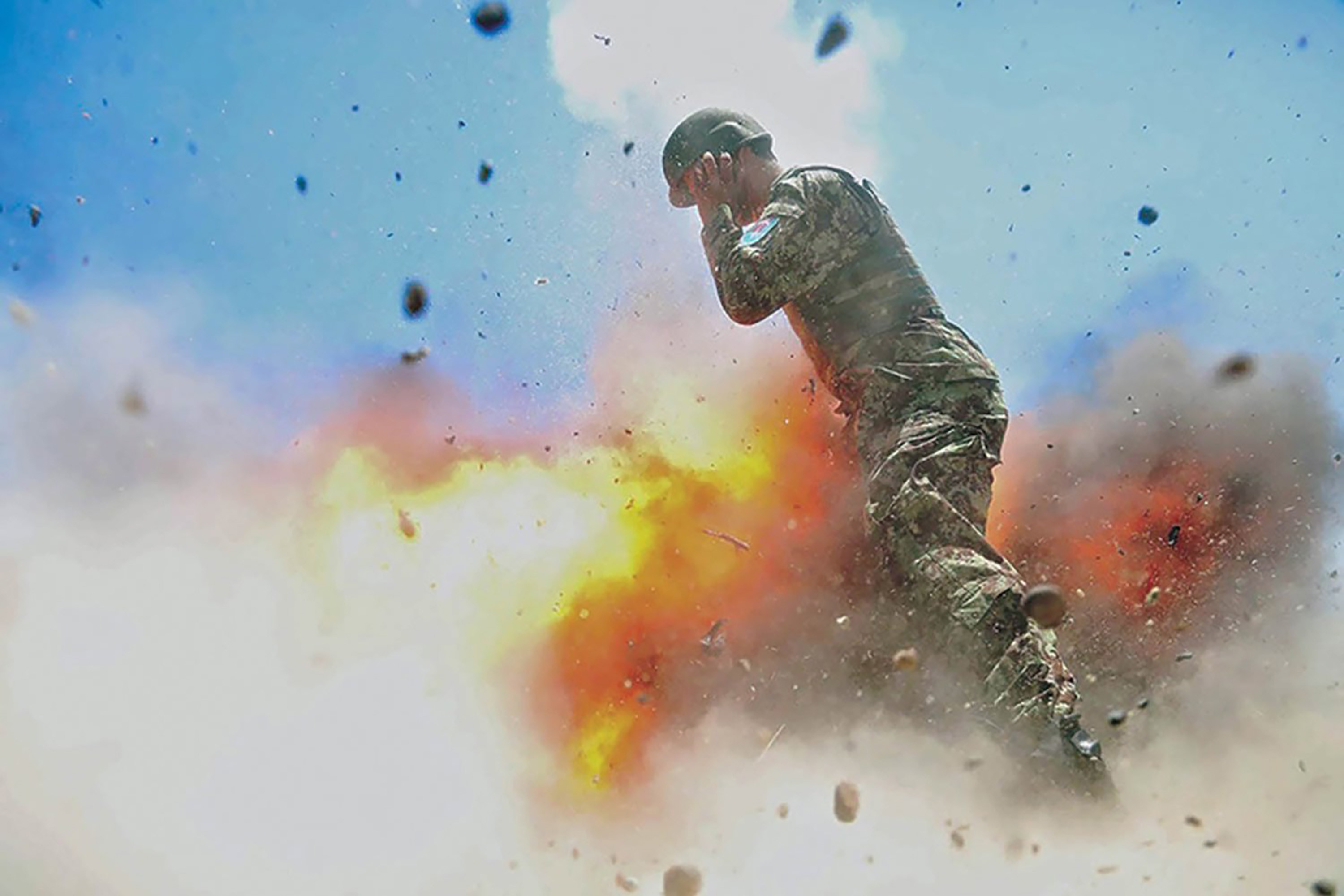
Explosion accidentelle d'un mortier. Jalalabad. Hilda Clayton. 2013.

Hilda Clayton naît le 21 mai 1991 à Augusta dans l'état de Géorgie, d'une famille d'origine portoricaine. Elle est diplômée de la Westside High School en 2009. En 2013, elle est spécialiste en information visuelle dans la 55ème Signal Company (Caméra de combat). Le 2 juillet, alors qu'elle suit l'entraînement de soldats de l'Armée nationale afghane à Jalalabad, elle photographie le tir d'un mortier. Mais l'obus explose alors qu'il est encore dans le tube de lancement,,. Elle photographie l'explosion à la fraction de seconde où elle survient et en même temps qu'un soldat afghan. Tous les deux sont tués par l'explosion. Les sources divergent sur l'auteur de la photographie.
Stars and Stripes, Military Review, CBS News and Fox News attribuent la photo à Clayton. Army Times lui attribue une autre photo.

## Hommage
Hilda Clayton repose au Hillcrest Memorial Park Cemetery, d'Augusta en Géorgie.
En 2013, un prix annuel de photographe de guerre portant son nom est créé par le département de la Défense américaine,,.